# Calendari fix internacional
El calendari fix internacional (també conegut com a CFI, pla Cotsworth, calendari Cotsworth o pla Eastman) és una proposta de reforma del calendari dissenyada per l'anglès Moses B. Cotsworth i presentada per primera vegada el 1902. Es tracta d'un calendari solar que divideix l'any en 13 mesos de 28 dies cadascun. És un tipus de calendari perenne, en què cada data es fixa al mateix dia de la setmana tots els anys.
L'any 1923 va ser seleccionat per la Societat de Nacions com la millor entre 130 propostes de reforma del calendari, però finalment va acabar sent descartat el 1937 en detriment del calendari mundial. Encara que mai no es va adoptar oficialment a nivell nacional, l'influent empresari George Eastman n'era un ferm defensor i va instituir-ne l'ús a l'Eastman Kodak Company, on es va utilitzar fins al 1989.
Tot i que de vegades es descriu –sobretot en anglès– com el calendari de 13 mesos o el calendari de mesos iguals, diversos dissenys de calendari alternatius comparteixen aquestes característiques.

## Normes

### Durada i estructura de l'any i els mesos
L'any natural té 13 mesos amb 28 dies cadascun, dividits exactament en 4 setmanes (13 × 28 = 364). Per cap d'any s'afegeix un dia addicional festiu, després del 28 de desembre que no pertany a cap mes ni setmana i suma el total de 365 dies.
Els mesos s'anomenen i s'ordenen igual que els del calendari gregorià, excepte un mes addicional que s'insereix entre juny i juliol, anomenat sol perquè se situa al bell mig de l'estiu (des del punt de vista dels seus autors de l'hemisferi nord) i, per tant, inclou el solstici d'estiu.
Tots els anys, mesos i setmanes comencen en diumenge i acaben en dissabte. Els dies addicionals de cap d'any o de traspàs no es consideren part de cap setmana; van precedits d'un dissabte i els segueix un diumenge.
Així doncs, tots els mesos del CFI tenen aquesta estructura:
| Dies de la setmana | Dies de la setmana | Dies de la setmana | Dies de la setmana | Dies de la setmana | Dies de la setmana | Dies de la setmana | Dia de traspàs al juny (en anys de traspàs) i Cap d'Any al desembre |
| Dg                 | Dl                 | Dt                 | Dc                 | Dj                 | Dv                 | Ds                 | Dia de traspàs al juny (en anys de traspàs) i Cap d'Any al desembre |
| ------------------ | ------------------ | ------------------ | ------------------ | ------------------ | ------------------ | ------------------ | ------------------------------------------------------------------- |
| 1                  | 2                  | 3                  | 4                  | 5                  | 6                  | 7                  | Dia de traspàs al juny (en anys de traspàs) i Cap d'Any al desembre |
| 8                  | 9                  | 10                 | 11                 | 12                 | 13                 | 14                 | Dia de traspàs al juny (en anys de traspàs) i Cap d'Any al desembre |
| 15                 | 16                 | 17                 | 18                 | 19                 | 20                 | 21                 | Dia de traspàs al juny (en anys de traspàs) i Cap d'Any al desembre |
| 22                 | 23                 | 24                 | 25                 | 26                 | 27                 | 28                 | +1                                                                  |

### Anys de traspàs
Els anys de traspàs del calendari fix internacional contenen 366 dies, afegint un dia addicional de traspàs (el 29 de juny) entre el dissabte 28 de juny i el diumenge 1 de sol. La seva ocurrència segueix la regla gregoriana: cada any divisible per 4 hi ha un any de traspàs, però no si el nombre de l'any és divisible per 100, tret que també sigui divisible per 400.

### Correspondència amb el calendari gregorià
L'any del calendari fix internacional coincideix en l'inici i el final amb l'any gregorià corresponent, de manera que l'1 de gener del CFI sempre cau l'1 de gener gregorià, i el dia addicional de cap d'any coincideix amb el 31 de desembre gregorià.
Evidentment, malgrat mantenir la nomenclatura dels 12 mesos gregorians, l'estructura regular amb mesos de 28 dies del CFI comporta un desplaçament de les dates (per exemple, l'1 de març CFI no coincideix amb l'1 de març gregorià, sinó amb el 26 de febrer).
A continuació es mostra l'inici i la fi dels 13 mesos i els dies addicionals del calendari fix internacional en relació amb les dates del calendari gregorià:
| Mes del CFI | Dates coincidents al calendari gregorià | Dates coincidents al calendari gregorià |
| Mes del CFI | Comença el dia fix 1                    | Acaba el dia fix 28 (o +1)              |
| ----------- | --------------------------------------- | --------------------------------------- |
| gener       | 1 de gener                              | 28 de gener                             |
| febrer      | 29 de gener                             | 25 de febrer                            |
| març        | 26 de febrer                            | 25 de març*                             |
| abril       | 26 de març*                             | 22 d'abril*                             |
| maig        | 23 d'abril*                             | 20 de maig*                             |
| juny        | 21 de maig*                             | 17 de juny*                             |
| juny        | 21 de maig*                             | 17 de juny (dia de traspàs)             |
| sol         | 18 de juny                              | 15 de juliol                            |
| juliol      | 16 de juliol                            | 12 d'agost                              |
| agost       | 13 d'agost                              | 9 de setembre                           |
| setembre    | 10 de setembre                          | 7 d'octubre                             |
| octubre     | 8 d'octubre                             | 4 de novembre                           |
| novembre    | 5 de novembre                           | 2 de desembre                           |
| desembre    | 3 de desembre                           | 30 de desembre                          |
| desembre    | 3 de desembre                           | 31 de desembre (cap d'any)              |

*Aquestes dates entre març i juny s'avancen un dia abans en un any de traspàs, perquè el març al CFI sempre té un nombre fix de dies (28) i inclou el 29 de febrer gregorià dels anys de traspàs.

## Història

### Precedents

Auguste Comte, un dels precursors del calendari fix de 13 mesos.

Els calendaris lunisolars, amb dies de la setmana fixos, van existir a moltes cultures antigues, amb determinades festes que sempre queien en les mateixes dates del mes i de la setmana.
D'altra banda, la idea senzilla d'un calendari perenne de 13 mesos ha existit almenys des de mitjans del segle xviii. Les versions difereixen principalment pel que fa a com s'anomenen els mesos i al tractament del dia addicional en anys de traspàs.
El calendari georgià va ser proposat l'any 1745 pel reverend Hugh Jones, un colon estatunidenc de Maryland, escrivint sota el pseudònim Hirossa Ap-Iccim. L'autor va batejar el pla, i el tretzè mes, en honor del rei Jordi II del Regne Unit. El 365è dia de cada any s'havia de reservar com a Nadal. Tanmateix, el tractament dels anys de traspàs variava de la regla gregoriana, i l'any començaria més a prop del solstici d'hivern. En una versió posterior, publicada el 1753, els 13 mesos van ser rebatejats per sants cristians.
El 1849 el filòsof francès Auguste Comte (1798–1857) va proposar el calendari positivista de 13 mesos, anomenant-los Moisès, Homer, Aristòtil, Arquimedes, Cèsar, Sant Pau, Carlemany, Dant, Gutenberg, Shakespeare, Descartes, Frederic i Bichat. Els dies de l'any estaven també dedicats als sants de la Religió Positivista de la Humanitat. Les setmanes, mesos i anys positivistes comencen en dilluns en lloc de diumenge. Comte també va restablir el còmput de l'any, començant l'era del seu calendari (Any 1) amb l'any gregorià 1789 (any de la Revolució francesa). Per als dies addicionals de l'any que no pertanyien a cap setmana o mes, Comte va seguir el patró d'Ap-Iccim (Jones), acabant cada any amb un festival el dia 365, seguit d'un dia de festa posterior que només existia en anys de traspàs.

### La proposta de Cotsworth i la Lliga Internacional del Calendari Fix

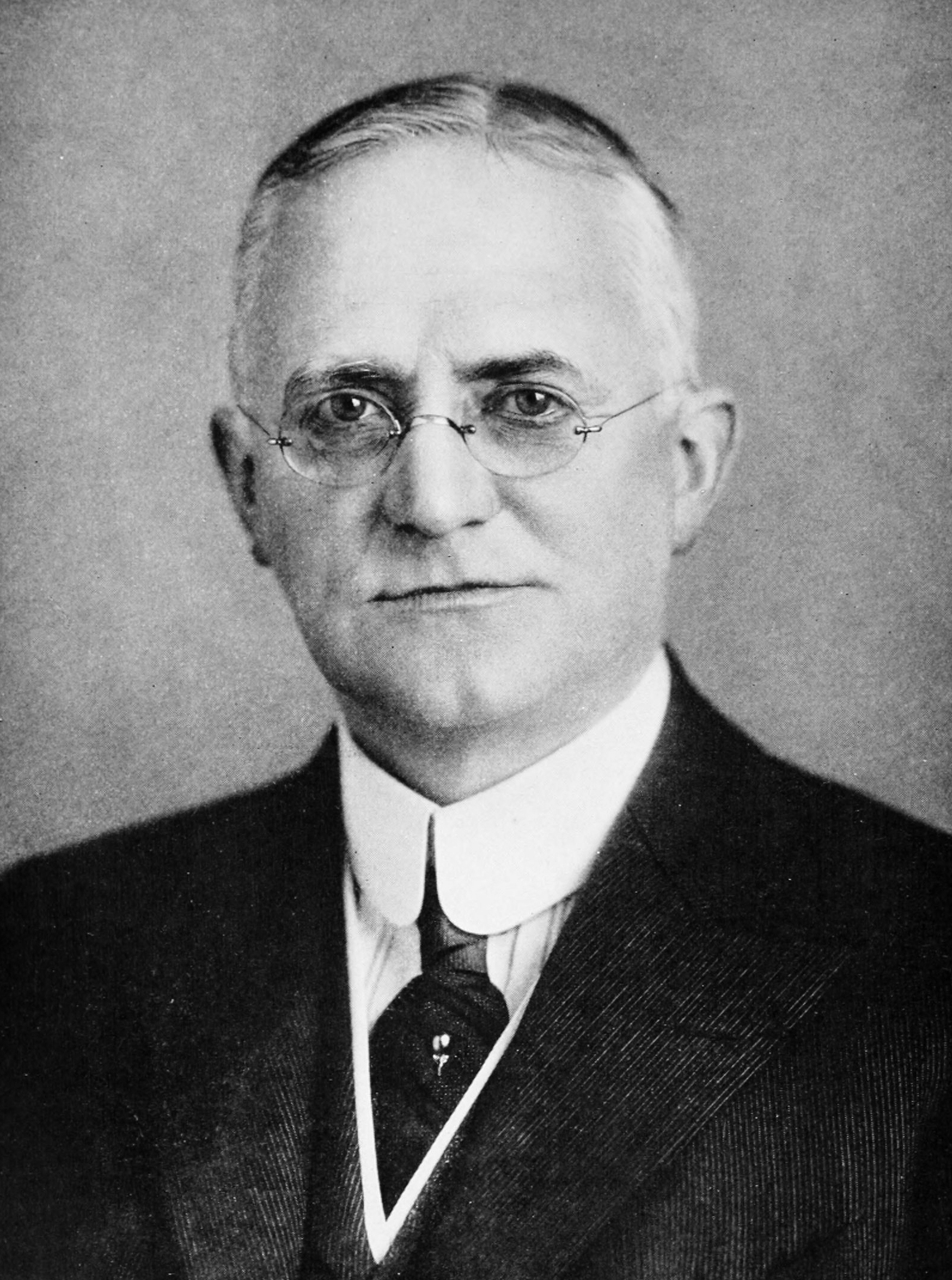
George Eastman, delegat de la Lliga Internacional als EUA.

No se sap si Moses B. Cotsworth, un estadístic anglès que treballava per a una empresa britànica de ferrocarril, estava familiaritzat amb les propostes de 13 mesos que van precedir el seu calendari fix internacional. Va seguir Ap-Iccim (Jones) en designar el 365è dia de l'any com a Nadal. El seu suggeriment va ser que aquest darrer dia de l'any s'hagués de designar diumenge i, per tant, com que l'endemà seria el dia d'Any Nou i també un diumenge, el va anomenar diumenge doble.
Atès que l'objectiu de Cotsworth era un calendari simplificat i més racional per als negocis i la indústria, va mantenir totes les característiques del calendari gregorià consistents amb aquest objectiu, inclosos els noms tradicionals dels mesos, la setmana que començava el diumenge (encara emprada tradicionalment als EUA, però poc comú a Europa i contrària a l'estàndard setmanal ISO, que comença la setmana en dilluns) i la regla gregoriana dels anys de traspàs.
Per promoure la reforma del calendari, Cotsworth va deixar la feina per a dedicar-se exclusivament i l'any 1923 es va fundar la Lliga Internacional del Calendari Fix (International Fixed Calendar League), just després que el pla fos seleccionat per la Societat de Nacions com la millor de les 130 propostes de calendari presentades. Sir Sandford Fleming, l'inventor i impulsor de l'adopció mundial de l'hora estàndard, es va convertir en el primer president de l'IFCL. La Lliga va obrir oficines a Londres i més tard a Rochester, Nova York. El responsable d'aquesta darrera, George Eastman, de la Eastman Kodak Company, es va convertir en un fervent partidari del CFI i va instituir el seu ús a Kodak el 1928, on es va utilitzar fins a l'any 1989, un exemple seguit en la dècada de 1920-1930 per altres empreses estatunidenques, com ara Sears.
La Lliga Internacional del Calendari Fix va cessar les seves operacions l'any 1937, poc després que la Societat de Nacions finalment el desestimés en detriment de la proposta de calendari mundial creat per Elisabeth Achelis, que es va enviar als diversos països membres perquè en donessin l'opinió.

## Pros i contres
El calendari fix internacional ofereix diversos avantatges relacionats principalment amb la seva organització meticulosa i sistemàtica. Un dels beneficis més notables és la regularitat en la subdivisió de l'any: cada mes té exactament 4 setmanes o 28 dies, cosa que fa que tots els dies del mes caiguin en el mateix dia de la setmana cada mes. Això significa que el calendari és perenne, mantenint la mateixa estructura any rere any, facilitant així la programació per a institucions i indústries amb cicles de producció prolongats.
A més, les festes mòbils, com el Dia d'Acció de Gràcies als EUA, podrien mantenir la seva associació tradicional amb un dia de la setmana fix, però amb una data constant. Això també contribueix a una major precisió en les comparacions estadístiques mensuals, ja que tots els mesos tindrien el mateix nombre de dies laborables i caps de setmana.
Un altre aspecte positiu és que un calendari amb una durada constant per a cada mes podria facilitar el seguiment dels cicles menstruals i la fertilitat, tot i que hi ha variacions i debats sobre aquesta qüestió en la literatura científica. Els partidaris també argumenten que tretze divisions iguals de l'any serien més eficients per al flux d'efectiu mensual dins de l'economia, en comparació amb les dotze divisions desiguals del calendari gregorià.
No obstant això, el calendari també presenta desavantatges significatius. Una de les crítiques principals és que, amb tretze mesos, les activitats que es realitzen trimestralment no estarien alineades amb el total de mesos. A més, algunes tradicions religioses, com la jueva i la cristiana, es podrien veure afectades, ja que els dies dedicats a la pregària canviarien de dia de la setmana cada any, cosa que desestabilitzaria la rutina setmanal de culte.
A nivell tècnic, el calendari fix internacional entra en conflicte amb la norma ISO 8601 pel que fa al primer dia de la setmana, i això podria generar la necessitat de canvis en moltes regions del món. També caldria recalcular dates importants, com aniversaris o festius, que podrien caure en dies inhàbils sota aquest nou sistema, i s'haurien d'implementar permisos compensatoris per mantenir l'essència d'aquestes celebracions. Finalment, la transició cap a aquest sistema requeriria una gran reestructuració de dades administratives i una adaptació del programari existent, per tal de gestionar correctament les noves dates segons el calendari fix internacional.